# اوا راکوس
اوا راکوس (مجاری: Rakusz Éva؛ زادهٔ ۱۳ مهٔ ۱۹۶۱) قایقران کایاک اهل مجارستان است.